# Włókno monofilament

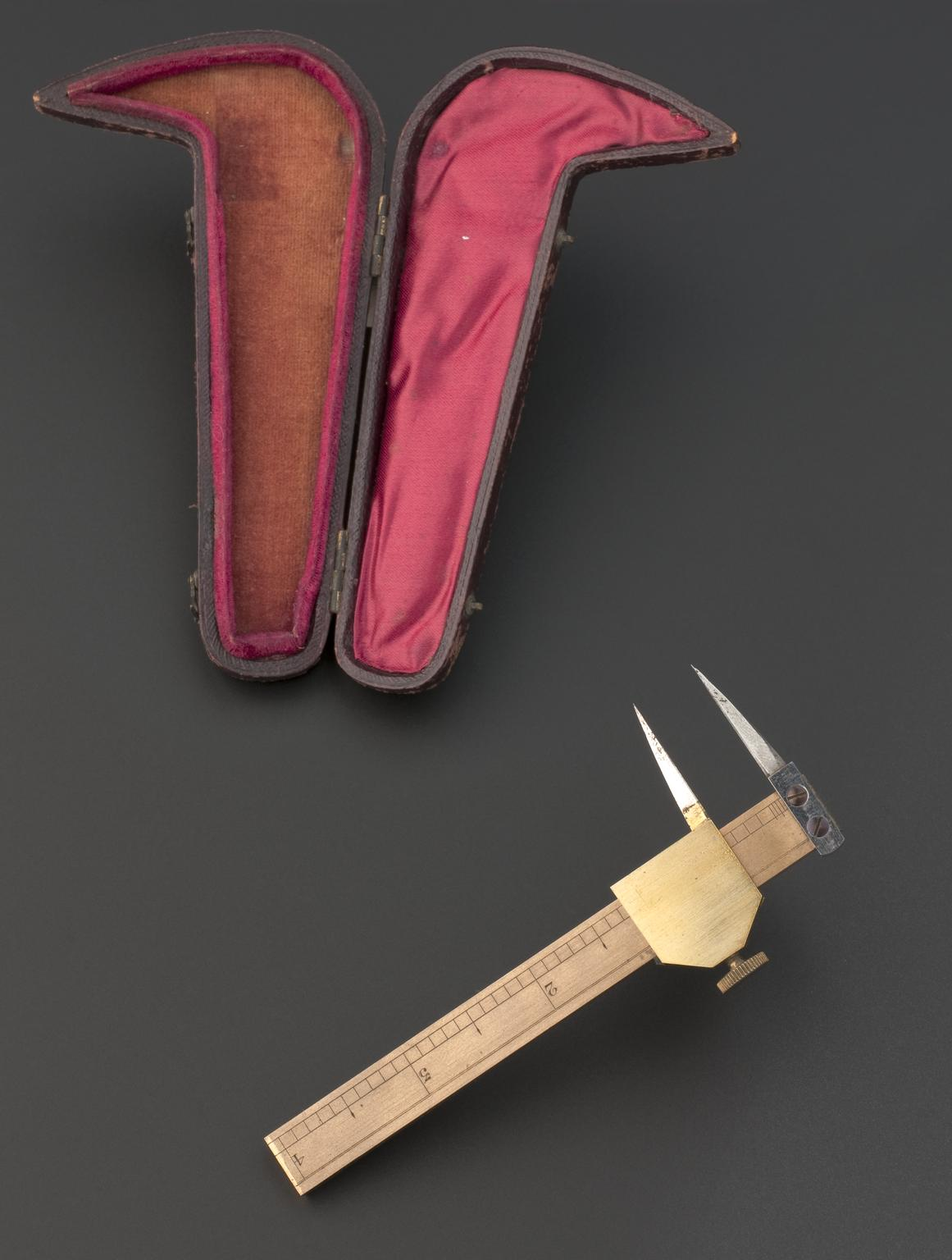
Monofilament i jego futerał z XIX wieku, Muzeum Nauki w Londynie

Monofilament, a właściwie włókno monofilament lub włókno Semmesa-Weinsteina – przyrząd medyczny służący do badania czucia powierzchniownego, stosowany w diagnostyce neuropatii, zwłaszcza cukrzycowej.
Urządzenie składa się z uchwytu i odchodzącego od niego włókna, które ugina się po osiągnięciu nacisku 10,0 g. Przyrząd zapewnia wywołanie standaryzowanego i powtarzalnego ucisku, który zostaje wywoływany najczęściej w obrębie stopy w okolicy:
- palucha,
- główek kości I i V śródstopia,
- śródstopia,
- pięty.

Za patologiczny, uznaje się wynik badania, kiedy badany nie odczuwa żadnego nacisku w co najmniej dwóch, z trzech przeprowadzonych prób.

Przeczytaj ostrzeżenie dotyczące informacji medycznych i pokrewnych zamieszczonych w Wikipedii.